# 道譯進太郎
道譯 進太郎（みちわけ しんたろう、1980年11月13日 - ）は日本の作曲家、編曲家、ギタリスト。東京都大田区出身。

## 主な編曲作品

### あ行
大木綾子
- 「綾子の夢は夜ひらく」　作詞：鮫島琉星 / 作曲：曾根幸明
- 「小海線」　作詞：いではく / 作曲：羽場仁志
- 「夜の滑走路」　作詞：山上路夫 / 作曲：徳久広司
- 「まことみち」　作詞：宮原哲夫 / 作曲：下村耕史

えりか＆美穂子
- 「港町」　作詞：都丸悠 / 作曲：やまかわ豊
- 「志摩にひとり」　作詞・作曲：森本有一
- 「ずっと好きでした」　作詞：都丸悠 / 作曲：やまかわ豊

### か行
甲斐ゆたか
- 「羅臼の酒場」　作詞:甲斐ゆたか / 作曲：下村耕史
- アルバム「歌籠 ～”別れ歌”を唄う～」※サウンドプロデュース担当

北野都
- 「道行き」　作詞：鮫島琉星 / 作曲：みさきいちろう
- 「感慨無量」　作詞：鮫島琉星 / 作曲：みさきいちろう
- 「改めて 恋は妙」　作詞・作曲：小椋佳

工藤夏子 with ネオセシリア
- 「プレシャスメモリー」　作詞：鮫島琉星 / 作曲：羽場仁志

### さ行
ザ・トキメキハニーズ
- 「まんぷくドドンパ娘」　作詞：本橋夏蘭 / 作曲：富士十合
- 「みんな元気にグータッチ！」　作詞：本橋夏蘭 / 作曲：富士十合

### た行
寺本圭佑
- 「友」作詞：宇津登紀夫 / 作曲：ムロマサノリ
- 「ひとり本牧」作詞：中川淳 / 作曲：高田弘

十川ももこ
- 「なにわ色街思い出横丁」作詞：林幸治郎 / 作曲：田浦高志
- 「みれんのメール」作詞・作曲：田浦高志

徳永淳とベルリンガ
- 「桜の花」　作詞・作曲：山口芳明

鶴岡雅義と東京ロマンチカ with 山本さと子
- 「最後のラブソング」　作詞：いではく / 作曲：鶴岡雅義

### な行
長山みえ
- 「雪の夜」　作詞・作曲：都丸悠
- 「恋の真ん中〜乱歩の恋歌〜」　作詞：都丸悠 / 作曲：道譯進太郎
- 「志摩の恋」作詞：都丸悠 / 作曲：四元健一

### は行
はしぐち眞貴
- 「蝶の舞い」　作詞：内田サチ / 作曲：大道一郎
- 「大漁うたせ船」　作詞：竪野正則 / 作曲：大道一郎

浜﨑久美子
- 「神様に祈りたいの」　作詞：山上路夫 / 作曲：道譯進太郎

ヒデオ銀次
- 「月山」　作詞：坂口照幸 / 作曲：南条一人

藤川まり子
- 「別れの駅」　作詞：みやび恵 / 作曲：大谷明裕
- 「花一夜」　作詞：みやび恵 / 作曲：大谷明裕
- 「水仙花」　作詞：宮村雅楽 / 作曲：佐伯一郎

鳳城朋美
- 「さらば星になれ」　作詞：高須はじめ / 作曲：森剣治　※編曲は森剣治と連名
- 「三ヶ月（つき）の舟」　作詞：高須はじめ / 作曲：森剣治 ※編曲は森剣治と連名

### ま行
前田ひろみ
- 「くじらの舟唄」　作詞：武政博 / 作曲：小松秀吉
- 「かもめが泣いた」　作詞：下村耕史 / 作曲：下村耕史
- ミニアルバム「土佐のなさけ」※サウンドプロデュース担当

前田瑠美
- 「薩摩おごじょと申します」作詞：都丸悠 / 作曲：若松沙奈枝

松尾和美
- 「東京タワー」　作詞・作曲：なぎら健壱

松本久茂
- 「悪童（わるがき）」　作詞：日髙耀湖 / 作曲：池田進
- 「手紙」　作詞・作曲：松本久茂

### や行
山岡浩二
- 「その手を放して」　作詞：檀ひろし / 作曲：大六和元

山川豊
- 「Love me tonight」　作詞・作曲：伊藤 薫[2]
- 「あの日の花火」　作詞・作曲：大仏竜規[3]
- 「おまえに愛を」　作詞：森坂とも / 作曲：やまかわ豊[4]

山本さと子
- 「揺れて日本海」　作詞：信天翁 / 作曲：芝田清邦
- 「マーメイド」　作詞：田中友紀子 / 作曲：芝田清邦
- 「朝顔恋歌」　作詞：美月宏文 / 作曲：市川昭介

### ら行
蘭花
- 「大阪港で待ってる女」作詞・作曲：田浦高志
- 「夢の大阪花舞台」作詞・作曲：田浦高志

### わ行
渡辺裕薫（シンデレラエキスプレス）
- 「とっぴんぱらりのぷう」作詞・作曲：田浦高志
- 「包丁人生」作詞：春名祐富子 / 作曲：田浦高志

## ステージサウンドトラック制作
- 山川豊　【DVD】デビュー35周年記念コンサート「心より感謝を込めて」オープニングサウンドトラック制作 [5]
- 山川豊　コンサート用オープニング/エンディング　サウンドトラック制作
- 田川寿美　【DVD】デビュー25周年記念コンサート　オープニングサウンドトラック制作[6]
- 鳥羽一郎　コンサート用　オープニングサウンドトラック制作